# Хроника Бонаккорсо Питти
«Хроника Бонаккорсо Питти» (итал. Cronica di Buonnaccorso Pitti) — автобиография флорентийского политического деятеля Бонаккорсо Питти, написанная в 1412—1432 годах.

## Содержание
«Хроника» представляет собой автобиографию. Питти рассказывает о своём происхождении, а затем — о всей своей жизни начиная с юности (он родился в 1354 году) до 1429 году, когда ему оставалось жить всего три года. Автор подробно рассказывает о политических и торговых делах, в которых участвовал (в Италии, Франции, Германии и других странах), а попутно даёт ценную информацию о быте и развлечениях своей эпохи. Он избегает каких-либо нравоучений, не пытается практиковать высокий стиль, но сухим и повседневным языком сообщает важные для него вещи.
Целью Питти не было системное и объективное изложение. Анализируя исторические события, происходившие у него на глазах, он исходит из собственных взглядов (порой весьма специфических) и к тому же постоянно преувеличивает свою значимость.

## История текста и восприятие
Сохранилось несколько рукописей «Хроники», наиболее полной и исправной из которых является пергаментный манускрипт XVI века, хранящийся в Национальной центральной библиотеке Флоренции. Впервые «Хроника» была напечатана в 1720 году во Флоренции.
«Хроника» считается ценным источником, рассказывающим о психологии человека Раннего Возрождения.